# برفک (ویدئو)

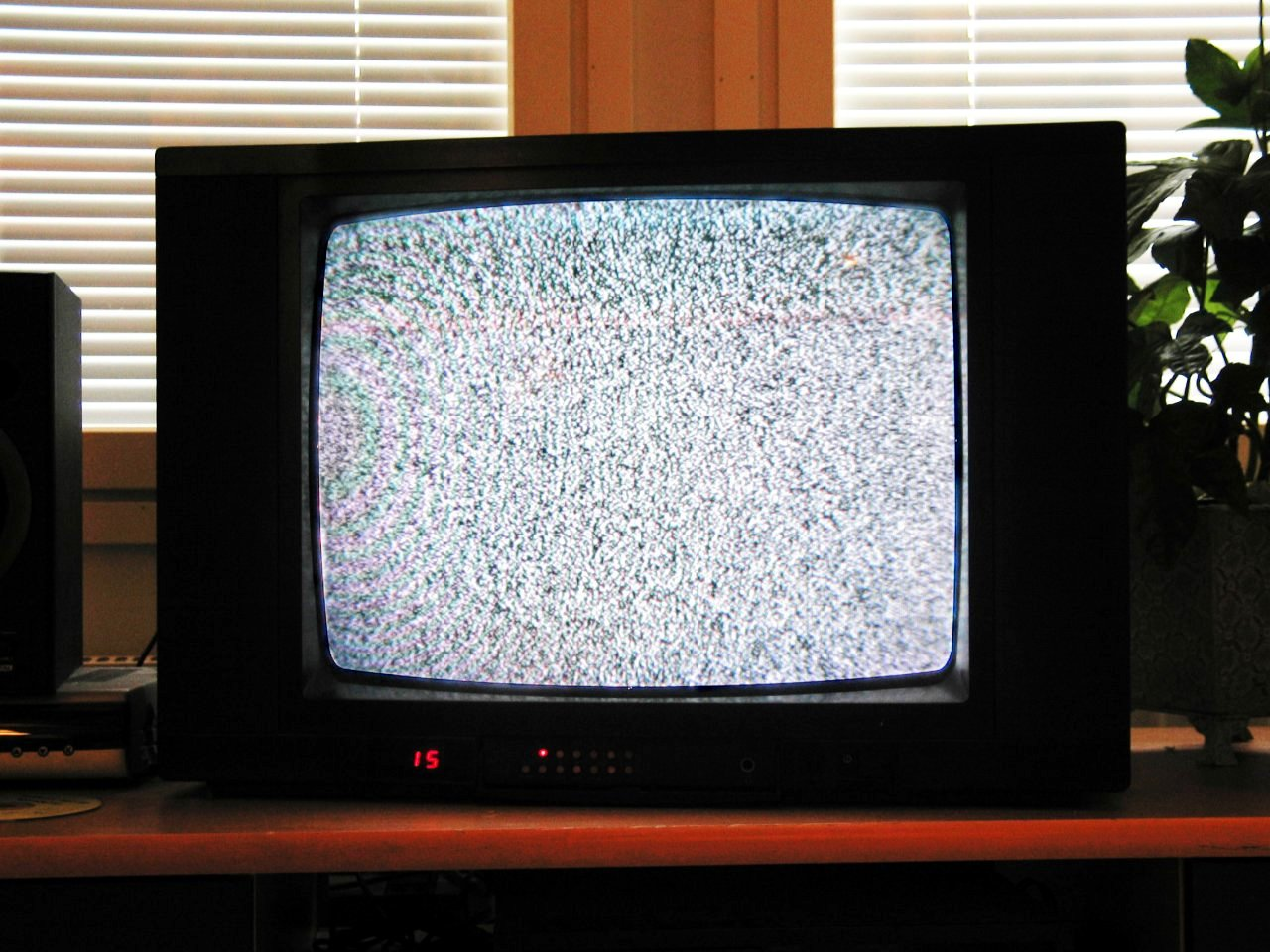
برفک در یک تلویزیون سی‌آرتی

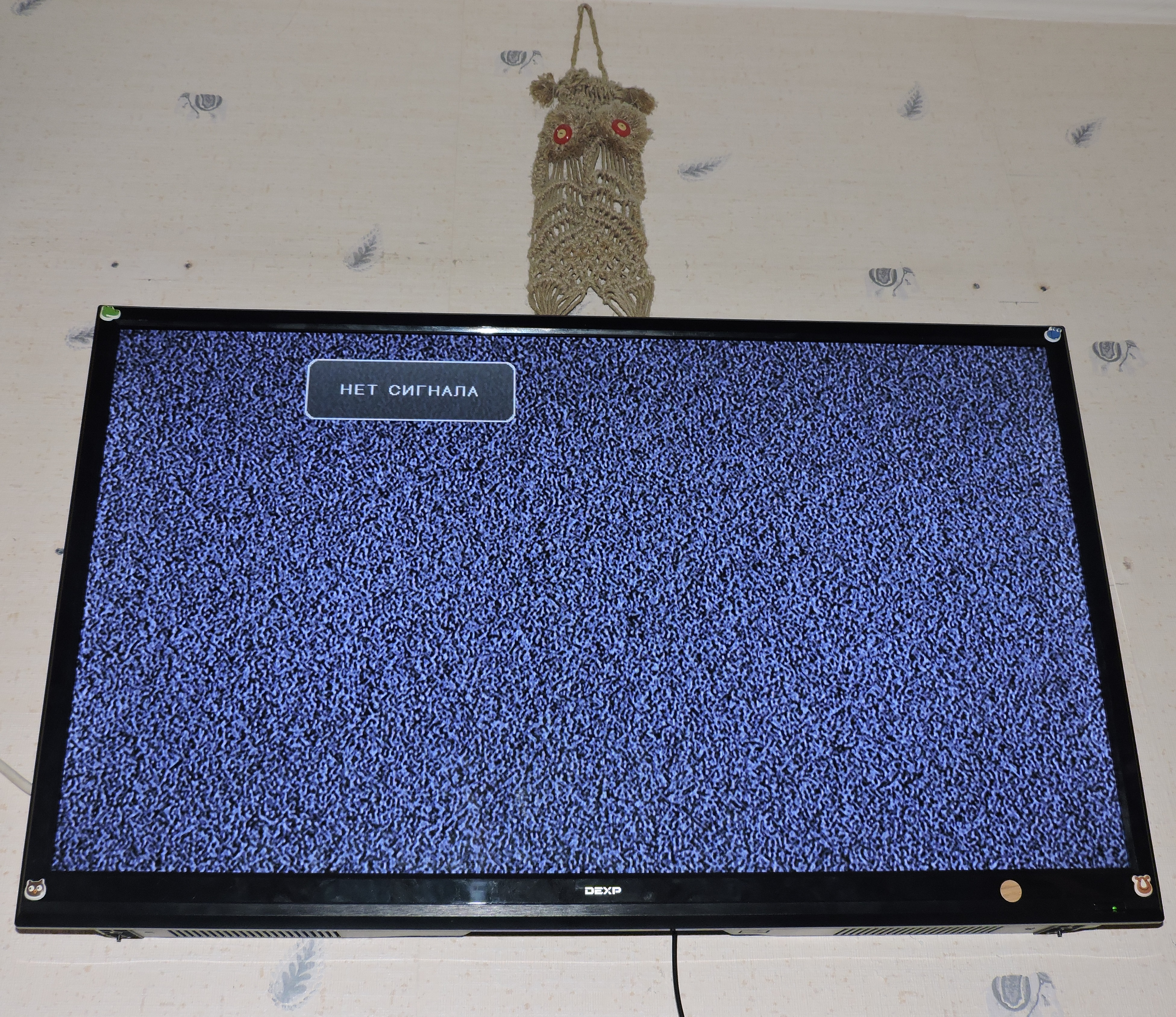
برفک در یک تلویزیون با نمایشگر مسطح

برفک (انگلیسی: Noise) در ویدئو و تلویزیون آنالوگ، یک الگوی پیکسل نقطه‌تصادفی استاتیک است که وقتی سیگنال انتقالی توسط آنتن دستگاه گیرندهٔ تلویزیون و سایر دستگاه‌های نمایش به دست نمی‌آید، نمایش داده می‌شود. الگوی تصادفی سوار بر روی تصویر، که به صورت یک سوسو زدن تصادفی از «نقاط» یا «برف» قابل‌مشاهده است، نتیجهٔ نویز الکترونیکی و نویز الکترومغناطیسی تابشی است که به‌طور تصادفی توسط آنتن گرفته شده‌است. این اثر معمولاً با تلویزیون‌های آنالوگ یا نوارهای خالی سیستم ویدئوی خانگی مشاهده می‌شود.
منابع زیادی از نویز الکترومغناطیسی وجود دارد که باعث الگوی نمایش مشخصهٔ استاتیک می‌شود. منابع نویز اتمسفر در همه‌جا وجود دارد و شامل سیگنال‌های الکترومغناطیسی ناشی از تابش زمینه کیهانی یا نویز بیشتر امواج رادیویی محلی از دستگاه‌های الکترونیکی اطراف است.
دستگاه نمایشگر، خود، منبع نویز است که بخشی از آن به دلیل نویز گرمایی تولید شده توسط مدارهای الکترونیکی داخلی است. بیشتر نویزها از اولین ترانزیستوری است که آنتن به آن متصل است.
اکثر تلویزیون‌های مدرن، به‌طور خودکار به صفحهٔ آبی یا سیاه تغییر می‌کنند یا در صورت وجود استاتیک، پس از مدتی به «حالت آماده باش» می‌روند.